# Новопавловка (Волновахский район)
Новопа́вловка (укр. Новопавлівка) — село на Украине, находится в Волновахском районе Донецкой области.
Код КОАТУУ — 1421510102. Население по переписи 2001 года составляет 176 человек. Почтовый индекс — 85701. Телефонный код — 6244.

## Адрес местного совета
85752, Донецкая область, Волновахский р-н, ул. Центральная, 88